# Peter Porsch (Politiker)

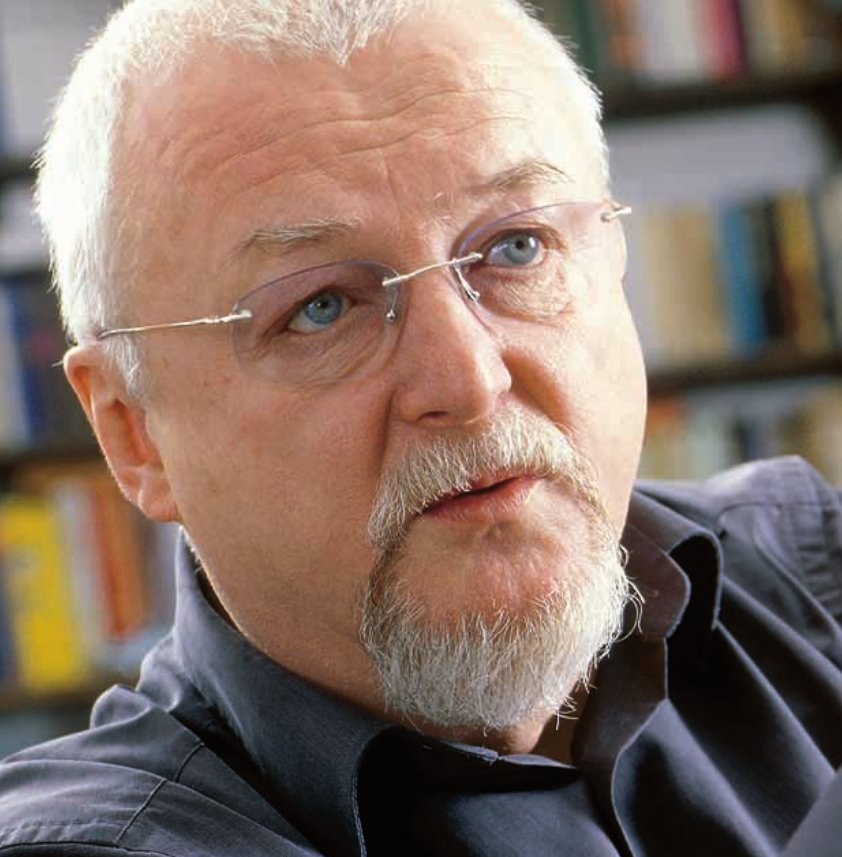
Peter Porsch

Peter Porsch (* 15. Oktober 1944 in Wien) ist ein deutscher Politiker und Germanist österreichischer Herkunft. Er war als Mitglied der PDS bzw. deren Nachfolgerin Die Linke von 1990 bis 2009 Abgeordneter im sächsischen Landtag.

## Beruf
Von 1962 bis 1968 studierte Porsch zunächst an der Universität Wien Germanistik und Anglistik, ab 1968 setzte er das Germanistikstudium an der Freien Universität Berlin fort, wo er zusätzlich Politikwissenschaft studierte. 1972 wurde er dort promoviert.
1973 übersiedelte er in die DDR, deren Staatsbürgerschaft er 1979 annahm. Er arbeitete zunächst als Assistent, später Oberassistent am Fachbereich Germanistische Linguistik an der Karl-Marx-Universität in Leipzig. 1981 habilitierte sich Porsch dort mit einer Arbeit über Textbeurteilung als Methode zur Erhebung sprachlich-kommunikativer Normen. 1982 wurde er Dozent an der Leipziger Universität, 1983/84 war er Gastdozent an der Pädagogischen Hochschule in Rzeszów. Von 1988 bis 1990 war er in Leipzig ordentlicher Professor für Sprachtheorie und Sprachsoziologie, von 1990 bis 2005 für Dialektologie und Soziolinguistik.

## Politik
Porsch trat 1982 der SED bei. Seit der sächsischen Landtagswahl im Oktober 1990 war er für die PDS Mitglied des Landtages. Von 1991 bis 1995 und von 1997 bis 2001 war er Vorsitzender der PDS in Sachsen. Von 1994 bis Juli 2007 war er Vorsitzender der PDS-Fraktion bzw. der Linksfraktion im Sächsischen Landtag. Von 2000 bis 2003 war er einer der stellvertretenden Bundesvorsitzenden der PDS. Bei der Landtagswahl am 19. September 2004 kandidierte er als Spitzenkandidat und Herausforderer von Ministerpräsident Georg Milbradt (CDU). Die PDS konnte bei dieser Wahl leicht an Stimmen gewinnen und wurde erneut zweitstärkste Partei.
Bei der sächsischen Landtagswahl 2009 trat Porsch nicht mehr an, bei der Bundestagswahl 2009 kandidierte er ohne Absicherung über die Landesliste für das Direktmandat im Wahlkreis 152 (Nordsachsen), wurde jedoch nur Zweitplatzierter.

## Stasi-Vorwürfe
2004 und 2005 berichtete das Nachrichtenmagazin Focus, dass Porsch im Verdacht stehe, von 1970 bis in die 1980er-Jahre als IM Christoph des Ministeriums für Staatssicherheit Informationen geliefert zu haben. Porsch bestritt dies und behauptete, unwissentlich abgeschöpft worden zu sein. Nach Bekanntwerden der Vorwürfe wurde er einstimmig durch die Personalkommission der Universität Leipzig als Stasi-vorbelastet eingestuft. Daraufhin sprach ihm das Kultusministerium 2004 die außerordentliche Kündigung aus. Dagegen erhob Porsch durch seinen Anwalt Peter-Michael Diestel vor dem Arbeitsgericht Dresden Klage. Ergebnis des Gerichtsverfahrens war ein Vergleich: Der Freistaat Sachsen nahm die außerordentliche Kündigung zurück und zahlte die Bezüge bis zum 31. Mai 2005 nach, in dieser ordentlichen Kündigung durfte der Entlassungsgrund Stasi-Vorwurf nicht erwähnt werden.
Am 11. Mai 2006 beschlossen im Sächsischen Landtag CDU, SPD, Bündnisgrüne und FDP mit den Stimmen der NPD gegen die Linkspartei.PDS (mit 83 von 119 Stimmen bei fünf Enthaltungen) die Erhebung einer Abgeordnetenklage nach Artikel 118 der sächsischen Verfassung, mit der Porsch aufgrund der angeblichen Zusammenarbeit mit dem MfS sein Landtagsmandat aberkannt werden sollte. Der Verfassungsgerichtshof des Freistaates Sachsen wies jedoch Anfang November des Jahres die Klage einstimmig als unzulässig zurück, da sie erst im Juni 2006 eingereicht worden war, obwohl dem Parlament die Vorwürfe gegen Porsch bereits seit Sommer 2004 bekannt waren. Damit hatte man die Frist nach § 38 I SächsVerfGHG von einem Jahr nach Bekanntwerden der entsprechenden Vorwürfe verletzt, innerhalb derer Klage einzureichen ist. Das Gericht traf zur Begründetheit der Klage keine Feststellung.
Porsch klagte auch gegen entsprechende Veröffentlichungen über seine angebliche Informantentätigkeit sowie gegen die Bundesbeauftragte für die Stasi-Unterlagen. Durch einstweilige Verfügung sowie durch Urteil des Landgerichts Hamburg wurde einigen Zeitungen untersagt, die Vorwürfe als Tatsache darzustellen. Er war zunächst auch in zwei weiteren Verfahren vor dem Landgericht Hamburg und dem Hanseatischen Oberlandesgericht erfolgreich. Der Bundesgerichtshof hat diese Entscheidungen aber aufgehoben und an das Berufungsgericht zurückgewiesen. Die beklagten Zeitungen hätten ein gesteigertes Vertrauen in Verlautbarungen des Bundesbeauftragten für die Unterlagen des Staatssicherheitsdienstes der DDR haben dürfen.

## Familie
Porsch ist in dritter Ehe verheiratet und Vater von drei Kindern.